# 3574 Rudaux
3574 Rudaux (1982 TQ) là một tiểu hành tinh vành đai chính được phát hiện ngày 13 tháng 10 năm 1982 bởi E. Bowell ở Flagstaff (AM).